# 新幹線E4系電車
新幹線E4系電車（しんかんせんE4けいでんしゃ）は、東日本旅客鉄道（JR東日本）に在籍していた新幹線車両である。全車2階建車両であり、E1系と同じく「Max」の愛称が与えられていた。

## 概要
東北・上越新幹線の開業時に導入された200系の初期車の置き換えと増え続ける通勤旅客需要に対応するため、1997年（平成9年）10月に3編成（24両）が落成し、12月20日から営業運転を開始した。2003年（平成15年）11月までに計8両編成26本（208両）が製造された。
デザインコンセプトは「BIG WAVE」（雄大）とし、エクステリアキーワードは「ELASTIC」（しなやか）、「WAVE MOTION」（躍動、いきいき）とした。
基本編成はE1系の12両から8両に短縮した。これは輸送需要の多い時間帯の列車については2本連結した16両編成として需要の多寡に応じた運用を可能とする点と、東北新幹線の場合、「つばさ」で運用していた400系、E3系L編成（ミニ新幹線車両）を併結する場合にプラットホーム有効長などの地上設備が新幹線車両の標準である25m級車両16両分であることから、併結相手の車両運用についても冗長性を持たせるためである。
2本連結した16両編成の定員は1,634人で高速鉄道車両としては世界最大級となる。一部、北陸新幹線の軽井沢駅以西の商用電源周波数60Hzに対応した編成が存在した。

## 車両概説

### 車体
本系列は車内販売ワゴン用の昇降機（ワゴンリフタ）の設置など重量増分を補うため、大型押し出し型材によるアルミ合金が採用された。トンネル微気圧波現象および高速走行時の騒音対策で先頭車両の前頭部はE1系よりロングノーズになった（ノーズ長E1系：9.4メートル、E4系：11.5メートル）。車体の高さは4485mm。
車体塗装は飛雲ホワイト（   ） と紫苑ブルー（    ）のツートーンで、境目に山吹イエロー（   ）の帯が入る。
前照灯はE3系に引き続いて、外側にシールドビームライト、内側にHIDランプを使用している。尾灯は、赤色LEDが長方形に敷き詰められたものが使用されている。
先頭車には分割・併合装置が収められ、400系やE3系（L編成）との連結運転、またはE4系同士の連結運転が可能である。

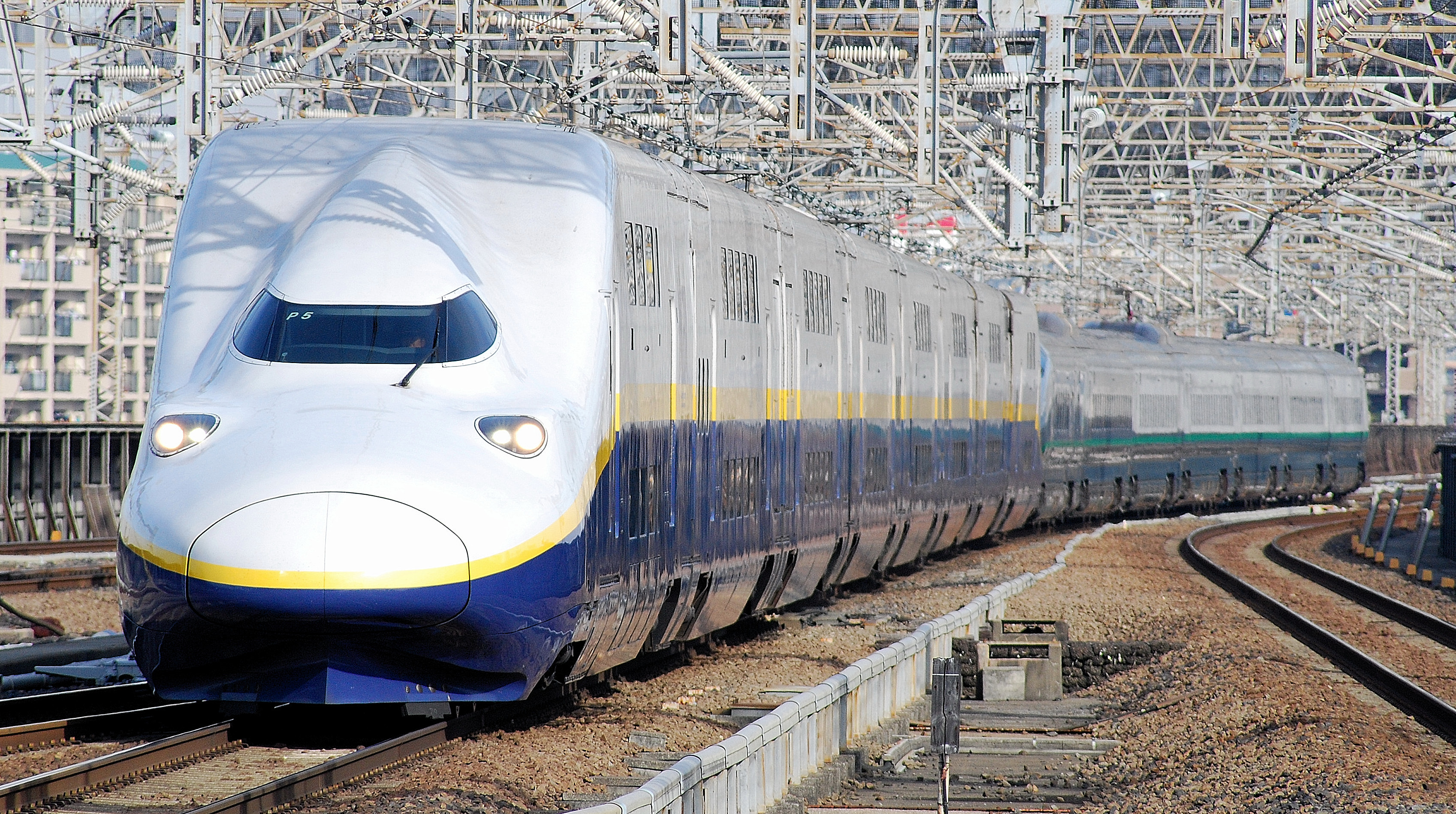
E3系1000番台を併結して運転されるE4系（大宮駅）
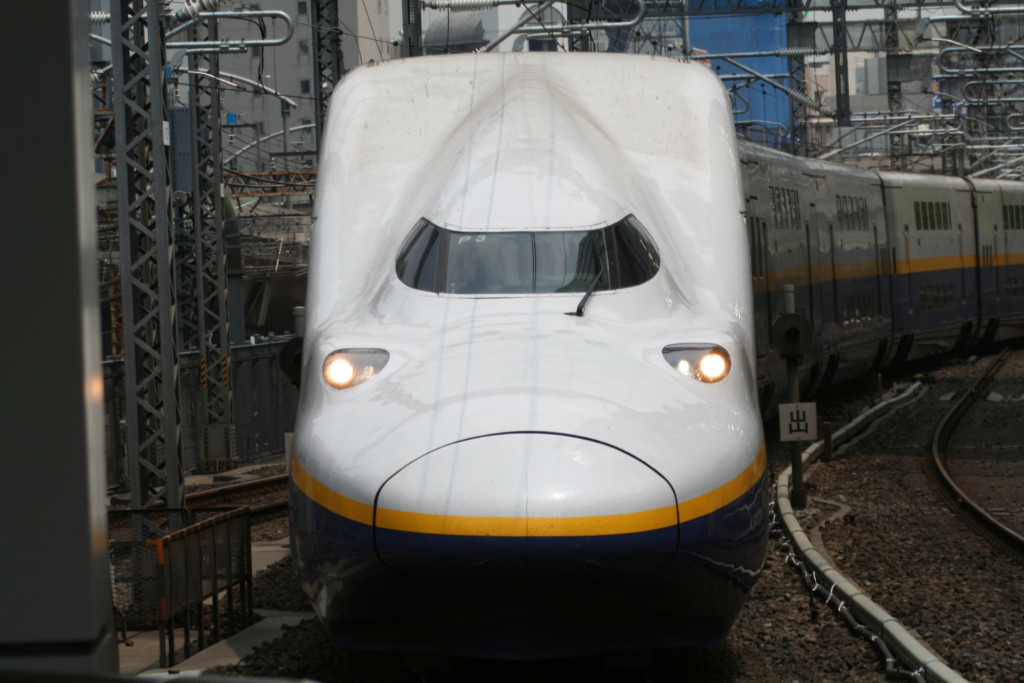
前面形状
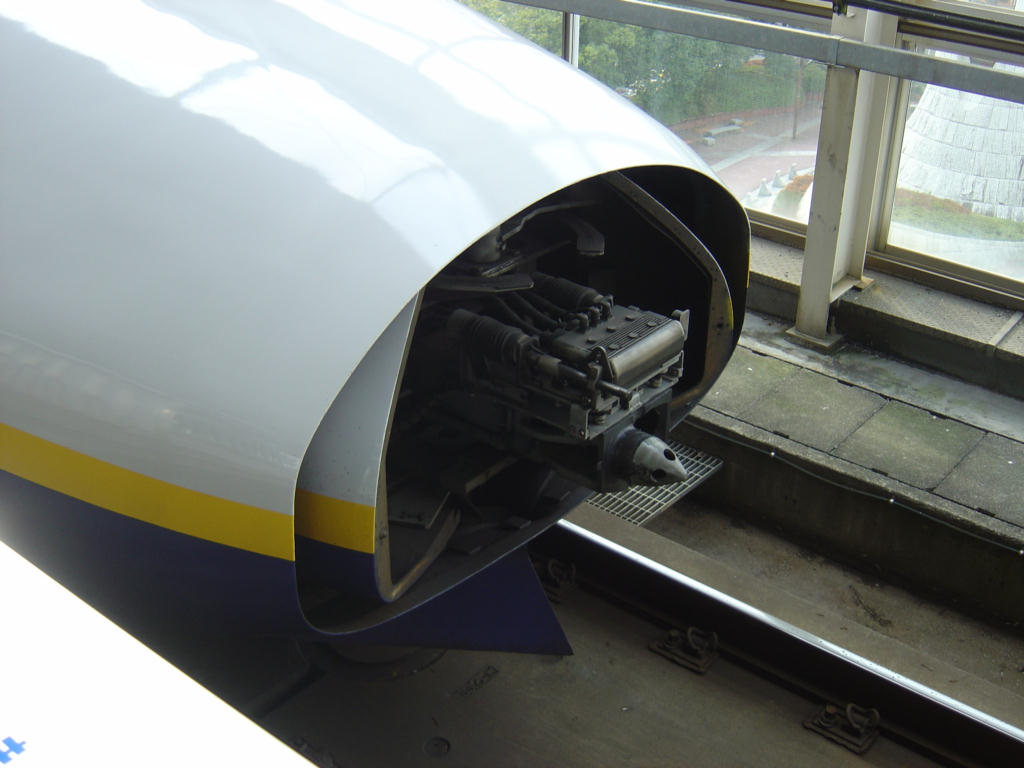
カバーが開いた状態の自動分割・併合装置 （2007年11月 福島駅）
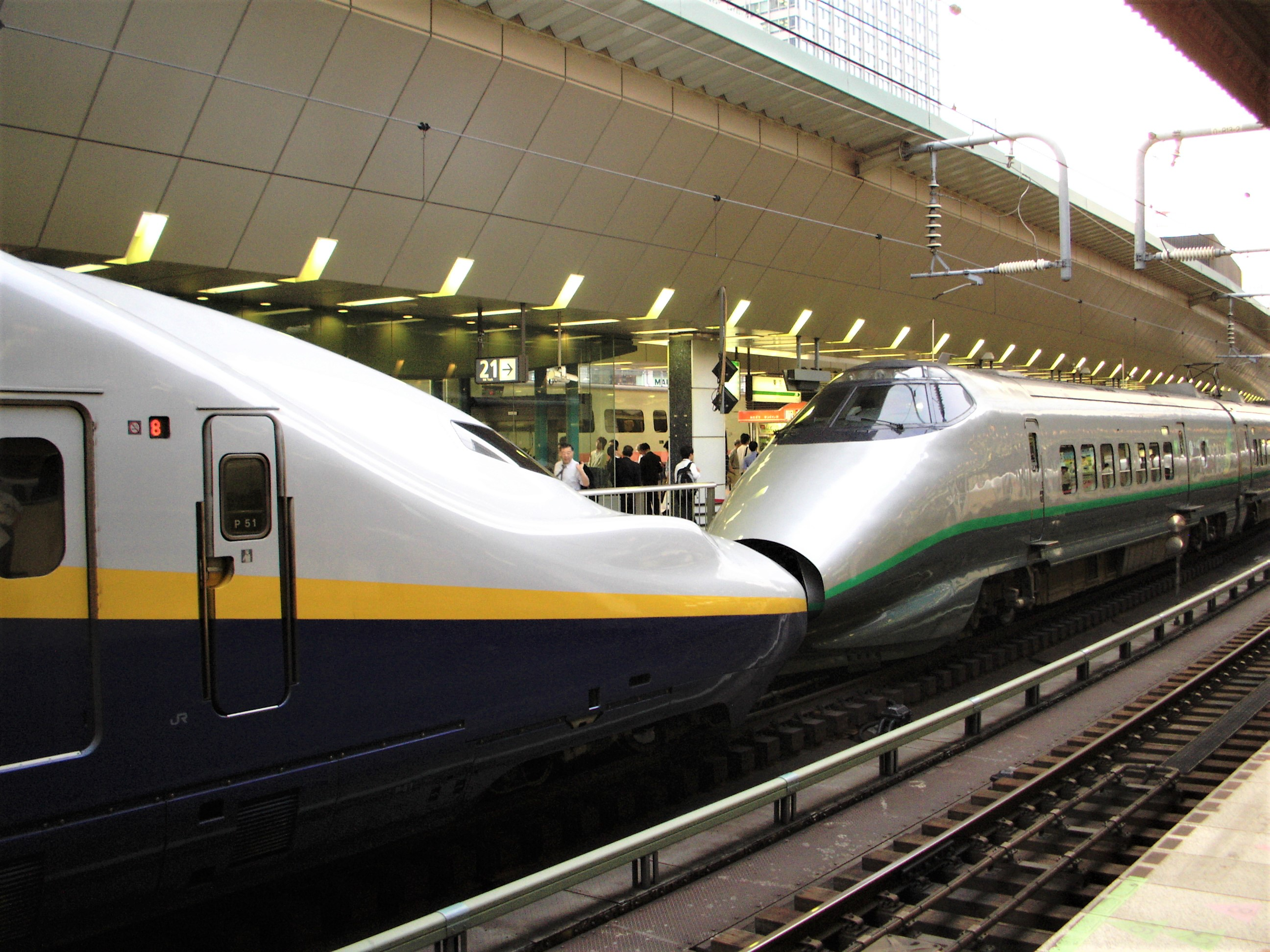
400系と連結したE4系 （2007年7月 東京駅）

### 内装

#### 客室

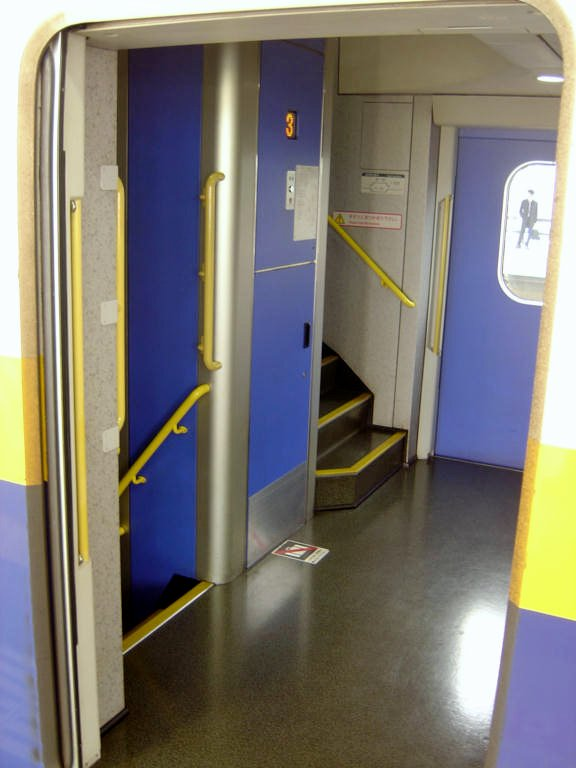
デッキにある階段
階段の真中にワゴン用の昇降機がある。

車内は「ADVACE」（先進性、魅力的、未来的）、「COMFORT」（くつろぎ）をキーワードに、グリーン車は高品質で落ち着きのある車内、普通車2階部はワクワクする楽しみある車内、普通車1階部は明るくくつろげる暖かみある車内をめざした。
客室天井はE1系と同一で、1階席が1970mm・2階席グリーン車が1975mm・2階席普通車が1955mｍとなっている。なお、2・4・6号車の車端部に設置されている（ホーム高さと同じ）中2階席に関しては2000mmとなっている。カーテンは全車でフリーストップタイプのロールカーテンを採用。
定員確保の観点から、普通車はE1系と同様に東京寄り3両（1 - 3号車）の階上部分の座席は横3列+3列の6アブレストで、リクライニング機能や座席中央の肘掛が省略された回転クロスシートである。シートピッチは980mm、座席幅は窓側・通路側430mm、中央席450mmとE1系と比べて10mmずつ拡大されており、肘掛け部分を除くと横3列+2列の座席と同じ寸法となった。過去に数度繁忙期にこの部分も指定席として供用されたことがあるが、基本的に自由席である。この3両の新潟寄りのデッキには「ジャンプシート」と称する通常は収納されている補助席が1両につき2席ずつ設置されている。
それ以外の普通車座席（1 - 3・7・8号車の階下席と4 - 6号車）は200系などと同様の横3列+2列の5アブレストで、中央には肘掛があるフリーストップ式リクライニング機能付回転クロスシートであり、座面スライド機構も備える。シートピッチは980mm。
また、7・8号車の階上席（グリーン席）は2列+2列の4アブレストのリクライニングシートで、フットレストはないが各席レッグレストを装備。壁際席の足置き台のみは移動できる。リクライニングと連動して座面が沈むことで姿勢の維持を容易にしている。テーブルはE1系では肘掛内蔵だったのに対しE4系では前席背面に設置されている。一部の編成では枕が上下可動式となっている。
普通車のシートモケットは階上席は紫色が、階下席はオレンジ色が用いられ、グリーン席のモケットには濃い緑色地に黄色の幾何学模様が描かれている。階上席の天井デコラは青色系、階下席は黄色系で統一されている。座席カバーは普通席は白であるがグリーン席は黄色である。照明の色も、普通席は白色の直接照明、グリーン席は電球色の間接照明となっている。普通席は光が途切れることのないように蛍光灯間にダウンライトが採用され、グリーン車では照明カバーに丸い穴を開ける加工が施されている。
バリアフリー設備としては、6号車1階席と8号車2階席に車椅子を固定することが可能な座席が用意されている。8号車には急病人などの対応のために多目的室があり、室内に折りたたみ式ベッドや座席を設置している。
このほかに車内にはFMラジオ放送とTVの音声を受信して、受信した電波を増幅して輻射する装置を搭載している。
空調装置は、集約分散式のAU815（冷房能力43.6 kW・37,500kcal/h）を1両あたり2基搭載するが、先頭車両はAU815とAU218（冷房能力20.93 kW・18,000kcal/h）を1基ずつ搭載する。E1系と同様に、1階と2階を個別に独立した温度管理で制御することが可能となっている。全自動運転モードもあり、コンピューター内に収録されたカレンダーに基づいて、季節に応じた温度管理をすることが可能となっている。また、当系列からの新機能として「暑い」「寒い」の2ボタンを各車両の空調制御機に設けることにより、利用者からの要望に対応出来るように配慮がなされている。

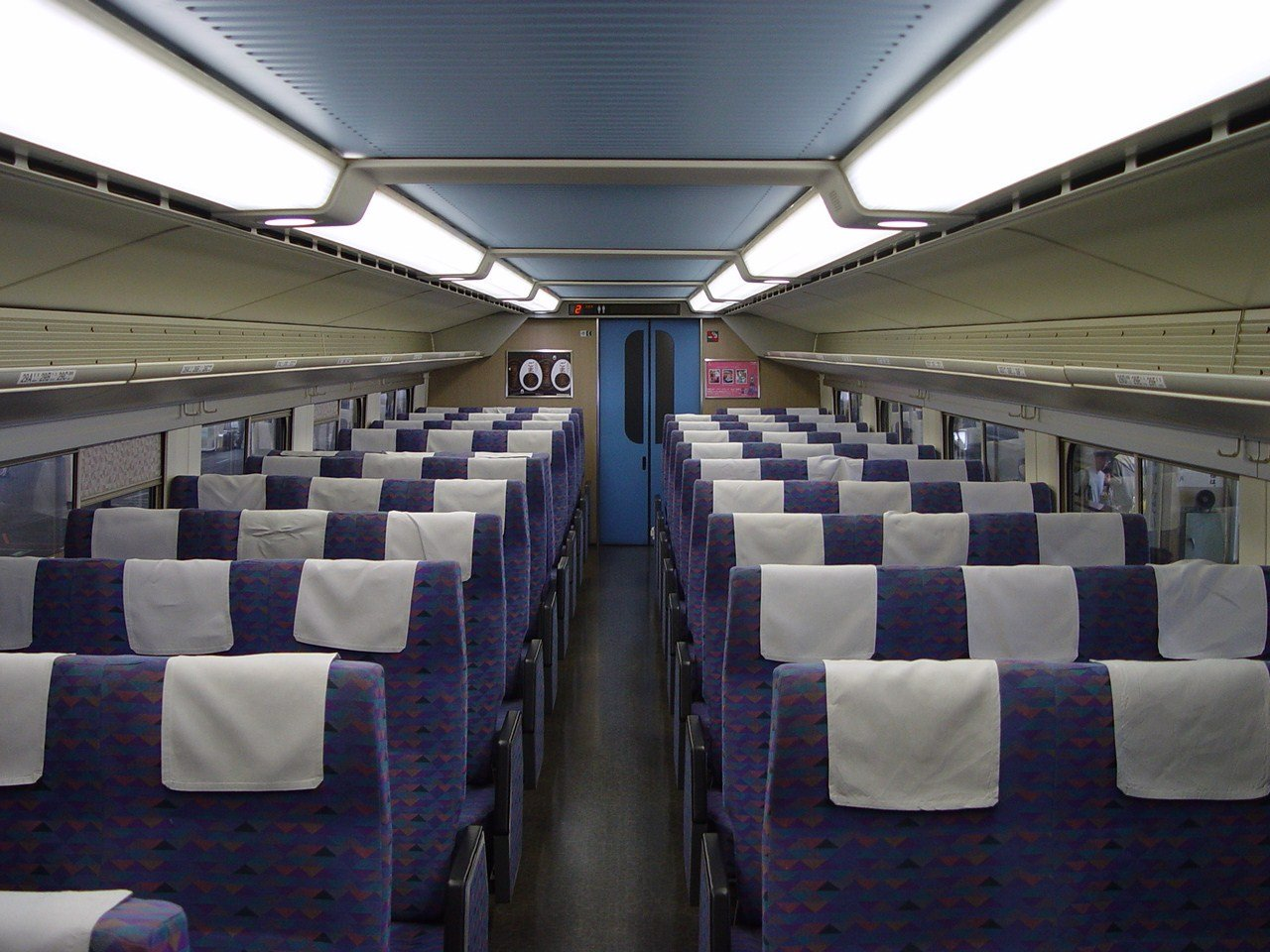
2号車2階席 通常、普通車自由席として使用される。
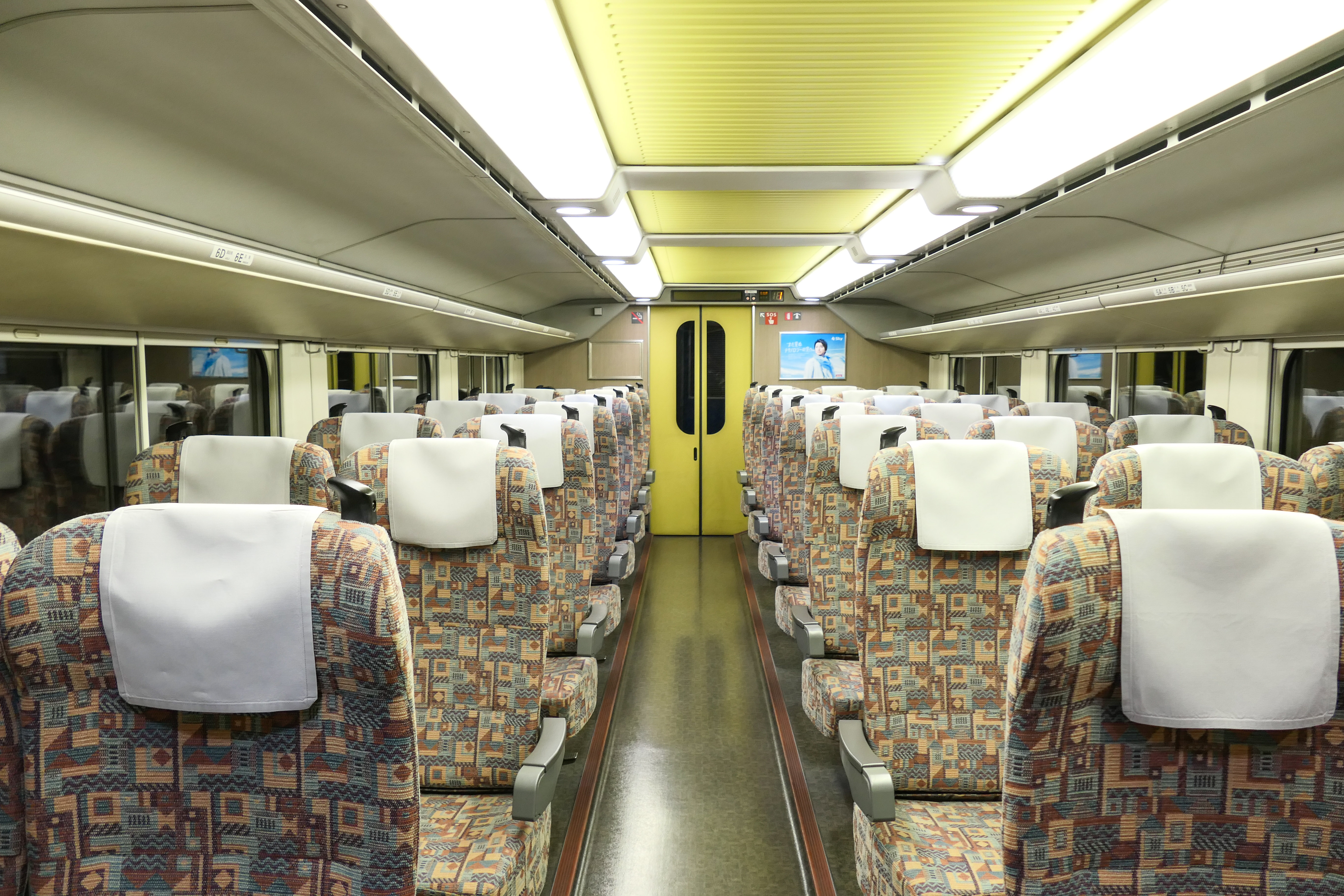
1号車1階席
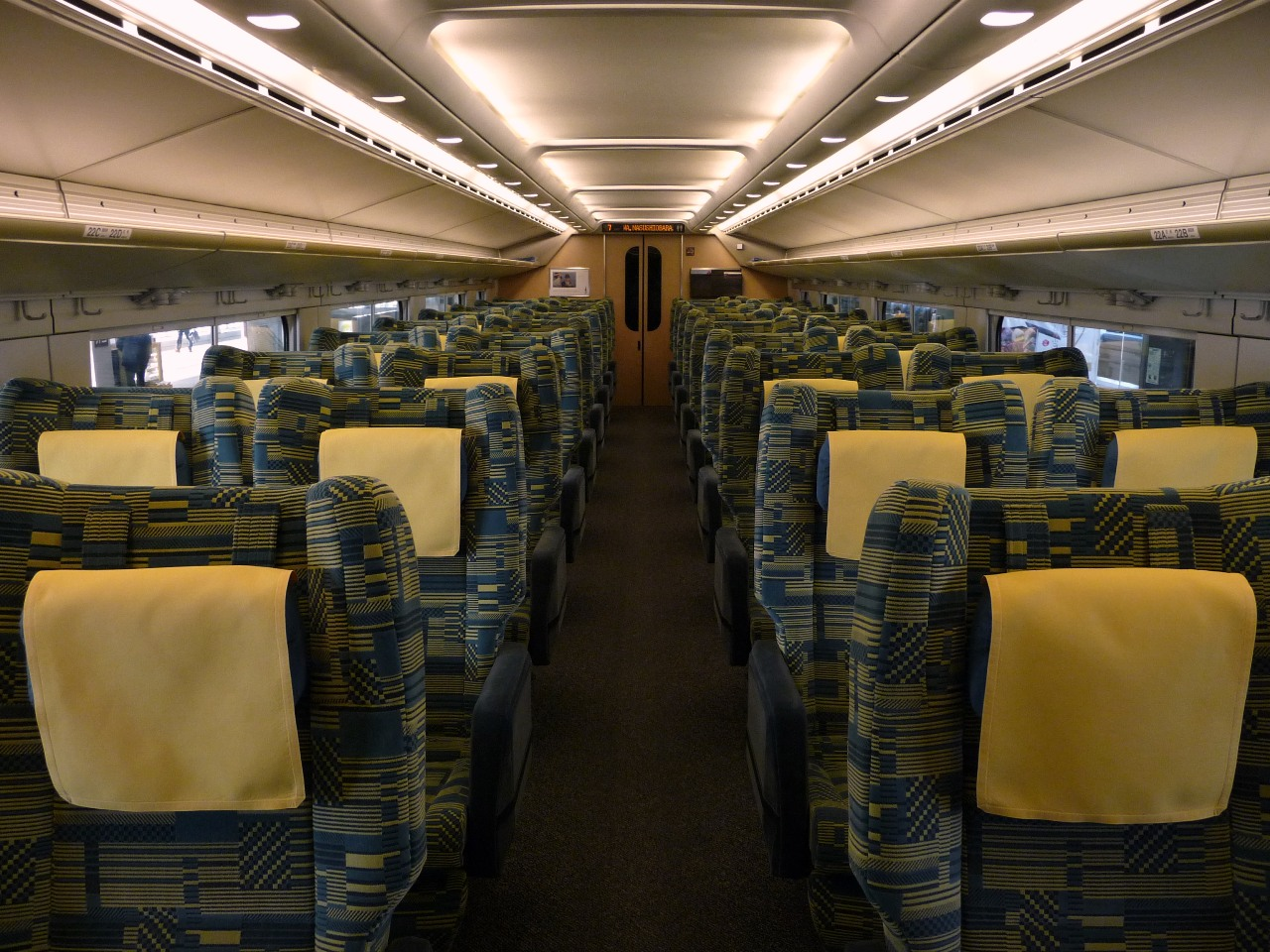
7号車2階席 グリーン車指定席として使用される。

#### 運転室
運転室は、運転士の取り扱いや使用部品の共通化などを考慮して、基本的にE2系やE3系と同様の配置とした。
計器盤は運転席正面に速度計用モニター画面を配置し、右側に運転士知らせ灯と時計置き、さらに運転支援用モニター画面、車両情報用モニター画面を配置している。
左手操作のブレーキ設定器は常用ブレーキ7段・非常、右手操作のマスコンは最大10ノッチまである。

### 車内設備
設備は売店・洗面所・化粧室・カード専用公衆電話・車椅子昇降装置（エレベーター）・ジャンプシートがある。エレベーターは車いす対応のバリアフリー設備として8号車に設置されており、車内販売用ワゴンの移動用にも使用される。出入口付近では駅停車時に「まもなく止まります。手すりにおつかまりください」という注意喚起のアナウンスが流れる。
洗面所は鏡の両側がフロスト加工が施されたガラスとなっており、その部分に蛍光灯が入っている。洗面台は全自動で陶器製のものが設置されている。

#### 化粧室
5号車と8号車にはバリアフリー設備として車いす対応の多機能トイレが設置されているが、この多機能トイレ内にはベビーベッドも設けられている。多目的用のドアは全自動引き戸となっており、タッチスイッチに触れることによりドアが開閉する。
男女兼用・女性専用・多目的用に設置されている便器はいずれもすべて洋式で、真空式コンパクトトイレシステムを採用している。また、便座は脱臭機能付きの暖房便座が設置されており、便座シートを使用することも可能である。
男性用小便所は臭気対策とメンテナンス性向上のため、当系列より真空式のものが採用されている。臭気対策のため、使用後の洗浄はセンサー感応式による自動で行われるが、毎回清水を流して洗浄するシステムが採用されている。天井には空気清浄機としてオゾン発生装置が設置されており、臭気対策が行われている。

#### 車内販売設備
5号車（E459形200番台）には売店が設置されている。ショーケースや冷蔵庫・コーヒーメーカーを有しており、円形の下がり天井が採用されているほか、光ファイバー方式のダウンライトが設けられている。E1系では階段がある関係でワゴンが使用できないためにバスケットを使用していたが、各車両に昇降機が設けられたことで他編成と同様にワゴンを使用することが可能になった。ただし、8(16)号車のみ昇降機が車椅子用のため、ワゴンでの販売を行わない。
自動販売機はワゴン販売が営業していることから、4号車（E458形）にのみ設置されている。

### 主要機器

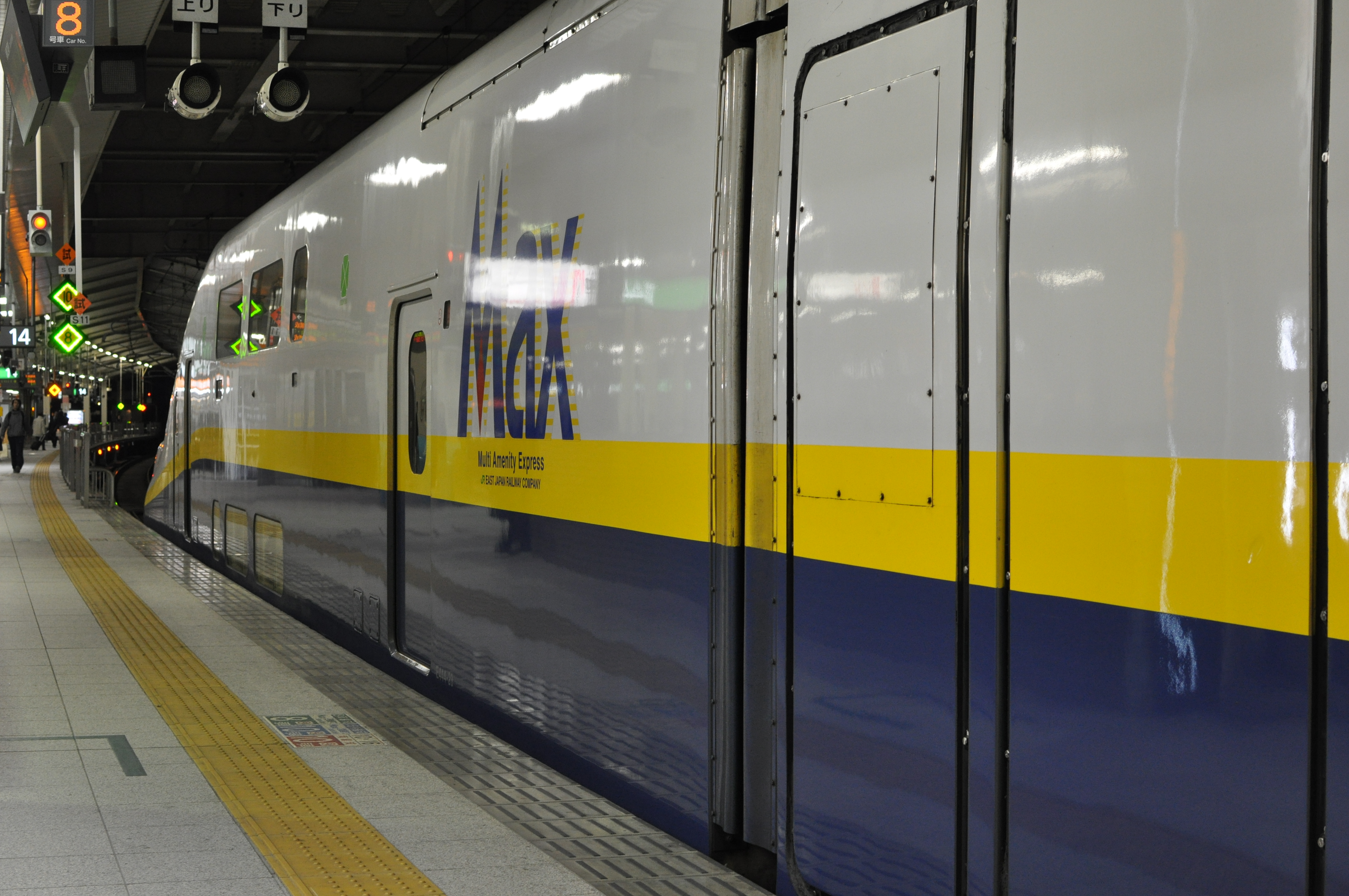
床上機器室

本系列ではE1系と比較して先頭形状を変更したことから、先頭車の床下（前位寄り台車直後）に水タンク、補助電源装置、空気圧縮機、空調装置の室外機を取り付けた。補助電源装置を床下に取り付けたことから、2・6号車の平屋部分（東京寄り）を客室スペースとした。
中間車ではE1系と同様に水タンク、汚物タンク、主電動機電動送風機を床下取り付けとし、主変圧器・主変換装置は機器室として、車端部の床上に搭載する。機器室は室内とは気密壁によって仕切られており、気密外としている。
4両（T+M1+M2+T）で1ユニットを構成し、M1車に主変換装置を、M2車に主変圧器・主変換装置を搭載する。8両編成中の電動車1.5両（3台車分）をカットした状態（2.5M5.5Tの状態、通常動力の62.5％状態）で、25‰(パーミル)上り勾配での起動を可能としている。これは通常動力での40‰登坂発進トルクに換算される。( 元来新幹線車両は0系が55‰、0系以外の全車種が雨天湿式65‰の登坂発進に余裕を持った設計となっている。)
主電動機(MT206)はかご形三相誘導電動機を採用し、E1系よりも連続定格出力を増強した420kWとした。これによって、編成でのMT比が1:1でありながらも、起動加速度1.65km/h/sとし、E1系より向上させた。
主回路制御には可変電圧可変周波数制御（VVVFインバータ制御）が採用された。主変圧器(TM209)は強制風冷式を採用し、4,150kVAの容量を備える。重量は3,460kgで、二次巻線出力が 3,550 kVA、三次巻線（補助回路用）出力が 600 kVAである。主変圧器により、交流 25,000 V は交流 2,600 V に降圧されて、主変換装置（CI）に供給される。主回路機器は三菱電機・日立製作所・東芝の3社が製作を担当している。
主変換装置 (CI 9)は、IGBT素子（三菱電機製はIPM、素子保護機能付きIGBT）を使用した3レベルコンバータ + 3レベルインバータで構成されている。E1系に対して編成中の電動車の絶対数が減少しているため（E1系：6両、E4系：4両）、故障などの非常時に冗長性を持たせることを目的に、モーター制御を従来の1両単位での制御から台車単位での制御に変更した。E1系と異なり、主変換装置はコンバータ部とインバータ部を一体化しており、車両左右側面に1群分（2台で2群分を制御）を搭載することで、左右重量の均等化や小型軽量化を実現している。
補助電源装置は東洋電機製造で、IGBTを使用した高周波コンバータ/インバータ変換方式（高周波リンク形変換方式）を採用した。主変圧器三次巻線からの単相交流 400V を電源として、出力電圧は直流100Vが 60 kW、交流100Vは16 kVA である。補助電源装置は1編成に2台のため、1台が故障しても健全な装置1台で編成全体の電力を供給できる容量を持たせている。機器は先頭車床下の狭隘（きょうあい）な場所に設置することから、大幅な小型化を図っている。機器の冷却は、小型ファンによる強制風冷方式とした。
電動空気圧縮機は低騒音型で、スクロール回転式MH1128-C1200Eを採用する。
保安装置は、ATC-2型を搭載するが、2001年度落成車（P18編成以降）は当初からATC-2型とDS-ATCを搭載している。それまでに落成した編成に関しては、2003年度にDS-ATC取り付け工事が行われた。
本系列ではE2系、E3系に引き続いて車両情報制御装置（MON12型）を採用している。車両内の伝送経路を32ビットCPUと、伝送速度 2.5 Mbps を有するコンピュータの情報伝送システムに移行した。伝送経路は双方向ループ形伝送方式で、伝送路には光ファイバーケーブルを採用している。継電器回路や総括配電盤機能もソフトウェア化を図っており、車両内の配線数を大幅に削減することで、E1系では機器スペースとしていた車端部を旅客スペース化している。
台車は、ゴム併用板バネ式ボルスタレス台車である。電動台車はDT208、付随台車はTR7007と称する。車輪径や軸距は200系やE1系と同値であり（それぞれ910mm、2,500mm）、台車枠や歯車装置はE1系と互換性を持たせている。また、車軸軸受には従来の油浴潤滑に代えてグリース潤滑が採用されている。台車は川崎重工業と住友金属工業（現・日本製鉄）が製作を担当した。
ブレーキシステムは回生ブレーキ併用電気指令式空気ブレーキであり、E1系と同等に高速域からの減速では電動車の回生ブレーキで付随車のブレーキ力も負担する遅れ込め制御を導入している。連続下り坂急勾配の安定走行のため、抑速ブレーキ性能ならびに定速運転性能を強化している。
4M4Tの編成の中で、基礎ブレーキは電動台車（M車）・付随台車（T車）とも各車輪に油圧式ブレーキキャリパーによるディスクブレーキ（車輪ディスクブレーキ）を装備する。さらに付随台車は車軸内側に1軸あたり2枚のディスクブレーキを装備している。
電動車の回生ブレーキが強力であり、軽井沢駅-安中榛名駅間(実距離23.3km標高差648m最大勾配30‰)の下り坂急勾配において、車輪ディスクブレーキ(基礎ブレーキ)をほとんど使用せずに抑速と減速が可能であった。
集電装置は200系と同様の下枠交差型パンタグラフが採用された（工進精工所製）。PS201と呼称される。集電舟（架線と接触する部分）が可動式となった微動すり板を採用したことにより架線追従性が向上し、台枠をFRP製にすることで誘導障害の低減を図った。また、降雪対策として押上げ力を5.5kgから7.5kgまで向上させた。
車体が車両限界一杯で作られているためパンタグラフカバーはなく、パンタグラフ設置部の屋根が一段低くなっている。

## 形式および車種
奇数形式と偶数形式2両ずつ、計4両（電動車 (M) 2両と付随車 (T) 2両）のT+M1+M2+Tで1ユニットを構成する。

番台区分は2階部分が3列+3列の6アブレストとなっている1 - 3号車は「100番台」、売店のある5号車は「200番台」、その他の車両は「0番台」である。
|          | ← 東京新潟 →        |                     |                     |                     |                          |                     |                          |                     |                          |                         |                         |
|          |                     |                     |                     |                     |                          |                     |                          |                     |                          |                         |                         |
|          |                     |                     |                     |                     |                          |                     |                          |                     |                          |                         |                         |
| 号車     | 1（9）              | 2（10）             | 2（10）             | 3（11）             | 4（12）                  | 4（12）             | 5（13）                  | 6（14）             | 6（14）                  | 7（15）                 | 8（16）                 |
| 形式     | E453形 (T1c)        | E455形 (M1)         | E455形 (M1)         | E456形 (M2)         | E458形 (T)               | E458形 (T)          | E459形 (Tk)              | E455形 (Mp)         | E455形 (Mp)              | E446形 (M2s)            | E444形 (Tpsc)           |
| 番台     | 100番台             | 100番台             | 100番台             | 100番台             | 0番台                    | 0番台               | 200番台                  | 0番台               | 0番台                    | 0番台                   | 0番台                   |
| 座席     | 普通車 3+3列（2階） |                     | 普通車 3+3列（2階） | 普通車 3+3列（2階） | 普通車 3+2列 （2階&1階） |                     | 普通車 3+2列 （2階&1階） |                     | 普通車 3+2列 （2階&1階） | グリーン車 2+2列（2階） | グリーン車 2+2列（2階） |
| 座席     | 普通車 3+3列（2階） | 普通車 3+2列（Ｆ*） | 普通車 3+3列（2階） | 普通車 3+3列（2階） | 普通車 3+2列 （2階&1階） | 普通車 3+2列（Ｆ*） | 普通車 3+2列 （2階&1階） | 普通車 2+2列（Ｆ*） | 普通車 3+2列 （2階&1階） | グリーン車 2+2列（2階） | グリーン車 2+2列（2階） |
| 座席     | 普通車 3+2列（1階） | 普通車 3+2列（Ｆ*） | 普通車 3+2列（1階） | 普通車 3+2列（1階） | 普通車 3+2列 （2階&1階） | 普通車 3+2列（Ｆ*） | 普通車 3+2列 （2階&1階） | 普通車 2+2列（Ｆ*） | 普通車 3+2列 （2階&1階） | 普通車 3+2列（1階）     | 普通車 3+2列（1階）     |
| 座席     | 普通車 3+2列（1階） |                     | 普通車 3+2列（1階） | 普通車 3+2列（1階） | 普通車 3+2列 （2階&1階） |                     | 普通車 3+2列 （2階&1階） |                     | 普通車 3+2列 （2階&1階） | 普通車 3+2列（1階）     | 普通車 3+2列（1階）     |
| 定員     | 75                  | 133                 | 133                 | 119                 | 124                      | 124                 | 110                      | 122                 | 122                      | 91                      | 43                      |
| 重量     | 53.3t               | 52.3t               | 52.3t               | 56.9t               | 50.3t                    | 50.3t               | 51.2t                    | 52.9t               | 52.9t                    | 56.9t                   | 54.2t                   |
| ユニット | 1ユニット           | 1ユニット           | 1ユニット           | 1ユニット           | 1ユニット                | 1ユニット           | 2ユニット                | 2ユニット           | 2ユニット                | 2ユニット               | 2ユニット               |

※F：フラットシート（階段を使用せず着席可能座席）
E444形 (Tpsc)
普通席（1階）とグリーン席（2階）を備える制御付随車。P編成8号車として使用。新潟向き運転台、多目的室、トイレ、洗面所（ともに東京寄り・車椅子対応）、車椅子対応設備（2階グリーン席・車椅子昇降機）を備え、床下に補助電源装置、空気圧縮機などを搭載する。定員43名。
E446形 (M2s)
普通席（1階）とグリーン席（2階）を備える中間電動車。P編成7号車として使用。公衆電話（東京寄り）を備え、主変圧器、主変換装置などを搭載する。定員91名。
E453形 (T1c)
普通席を備える制御付随車。P編成1号車として使用。東京向き運転台、業務用室とトイレ、洗面所（ともに新潟寄り）を備え、床下に補助電源装置、空気圧縮機などを搭載する。定員75名。0番台は存在しない。
E455形 (M1,Mp)
普通席を備える中間電動車。主変換装置を搭載する。
0番台 (Mp)
P編成6号車として使用。車椅子対応座席を備え、集電装置を搭載する。定員122名。
100番台 (M1)
P編成2号車として使用。定員133名。公衆電話（東京寄り）を備える。
E456形 (M2)
普通席を備える中間電動車。P編成3号車として使用。公衆電話（東京寄り）を備え、主変圧器、主変換装置などを搭載する。定員119名。0番台は存在しない。
E458形 (T)
普通席を備える中間付随車。P編成4号車として使用。自動販売機とトイレ、洗面所（ともに東京寄り）を備え、集電装置を搭載する。定員124名。
E459形 (Tk)
普通車を備える中間付随車。P編成5号車として使用。東京寄りに乗務員室（車掌室）、売店、公衆電話、新潟寄りにトイレ、洗面所（車椅子対応）を備える。定員110名。0番台は存在しない。

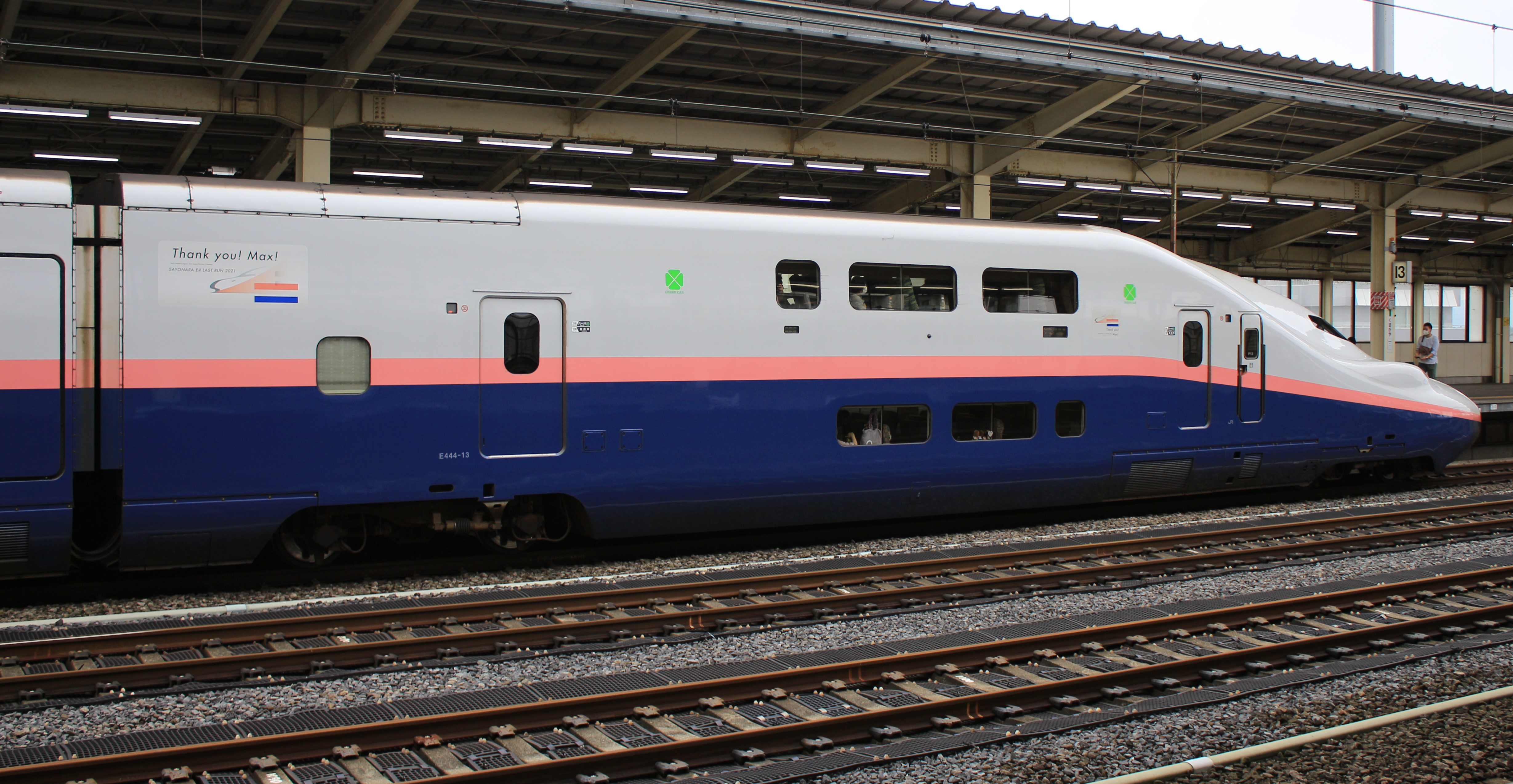
E444形（E444-13）
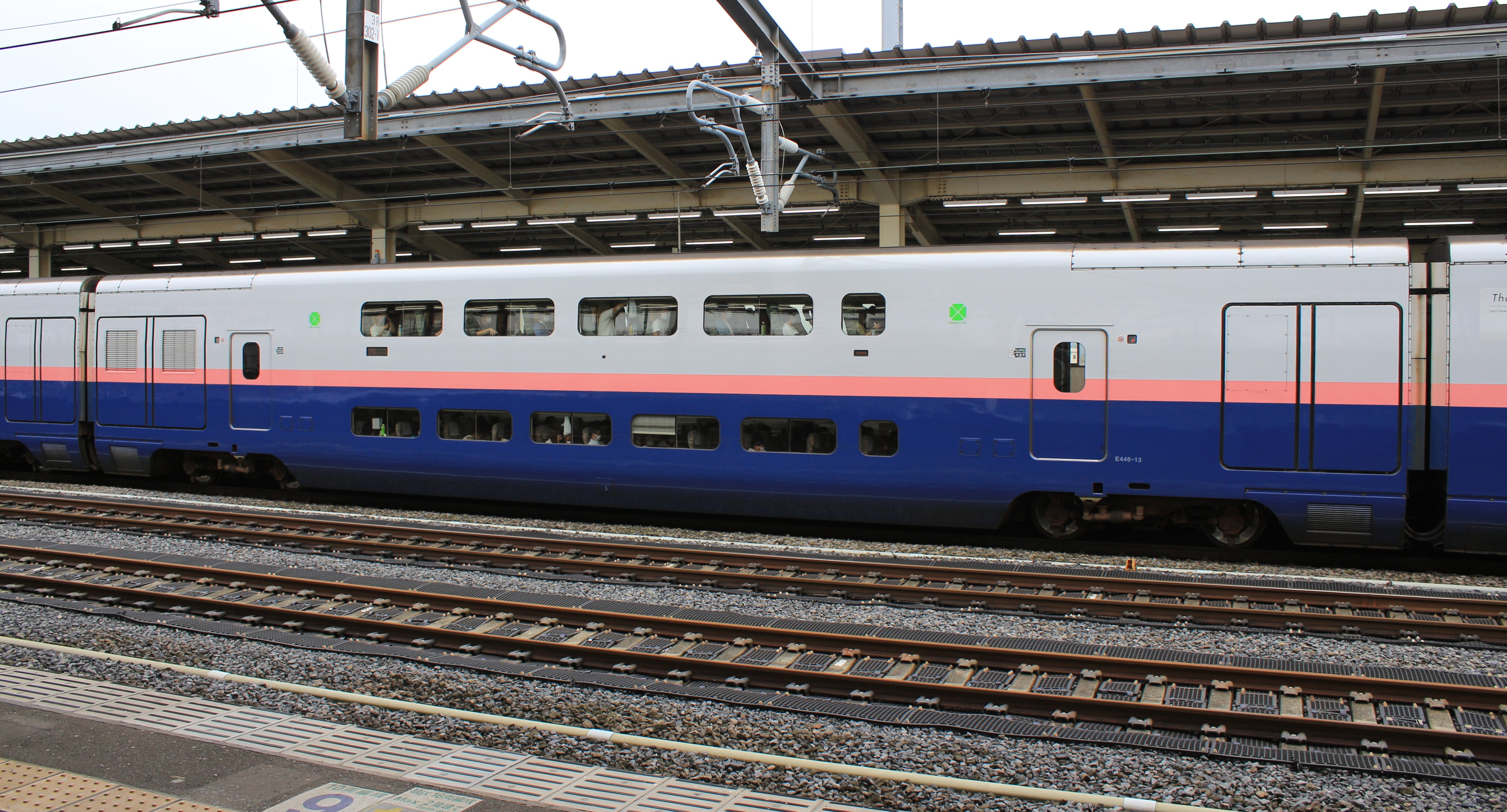
E446形（E446-13）
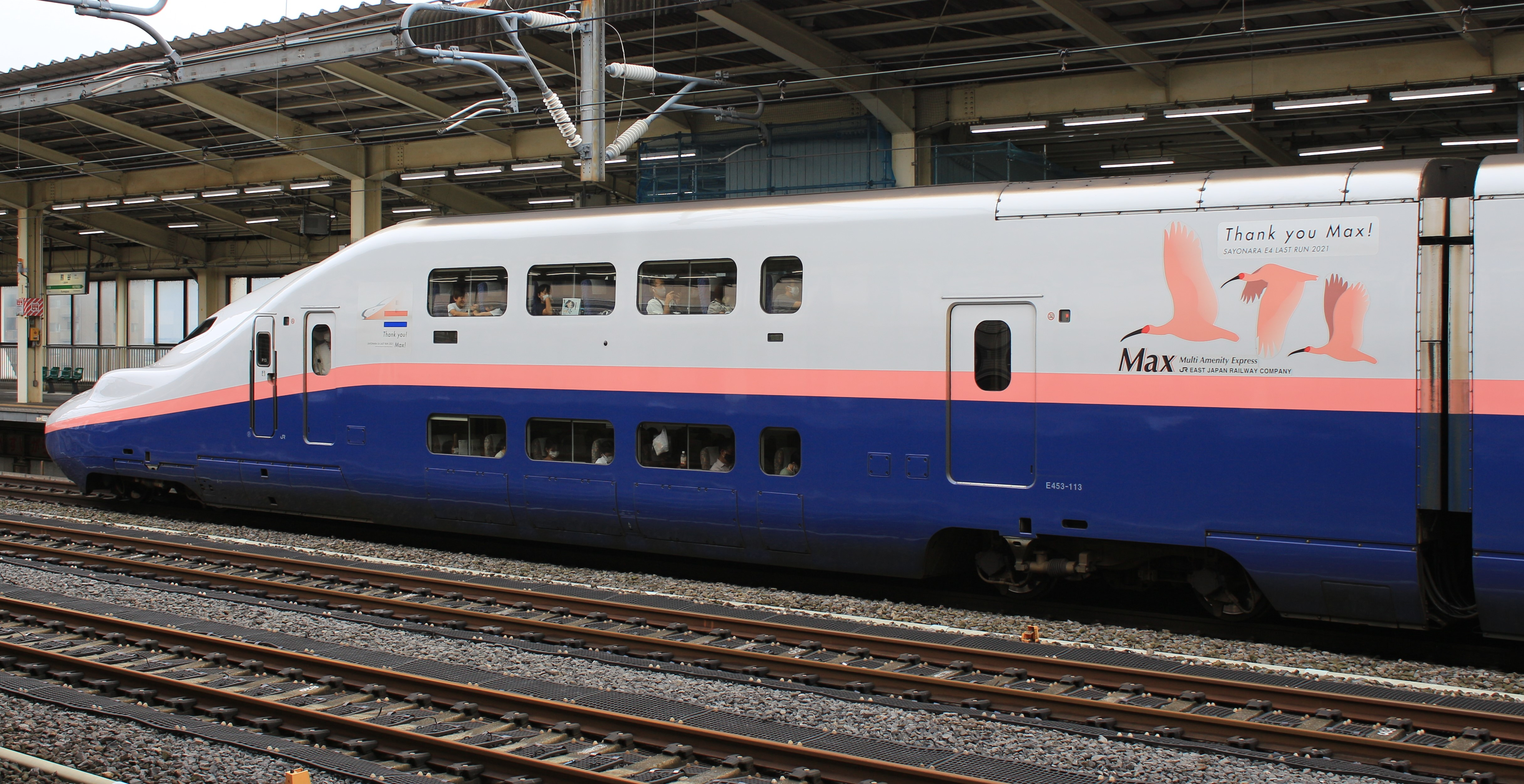
E453形（E453-113）
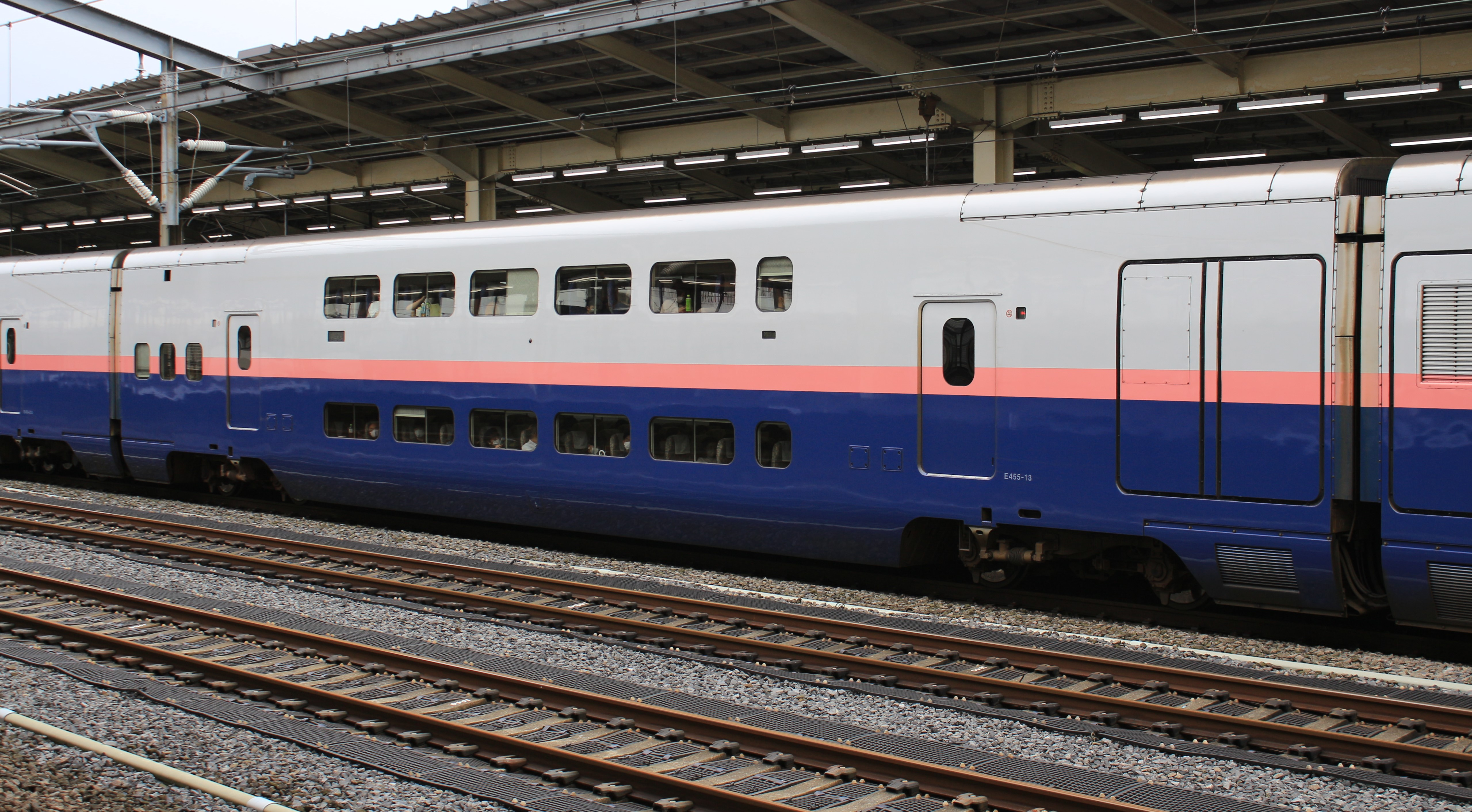
E455形0番台（E455-13）
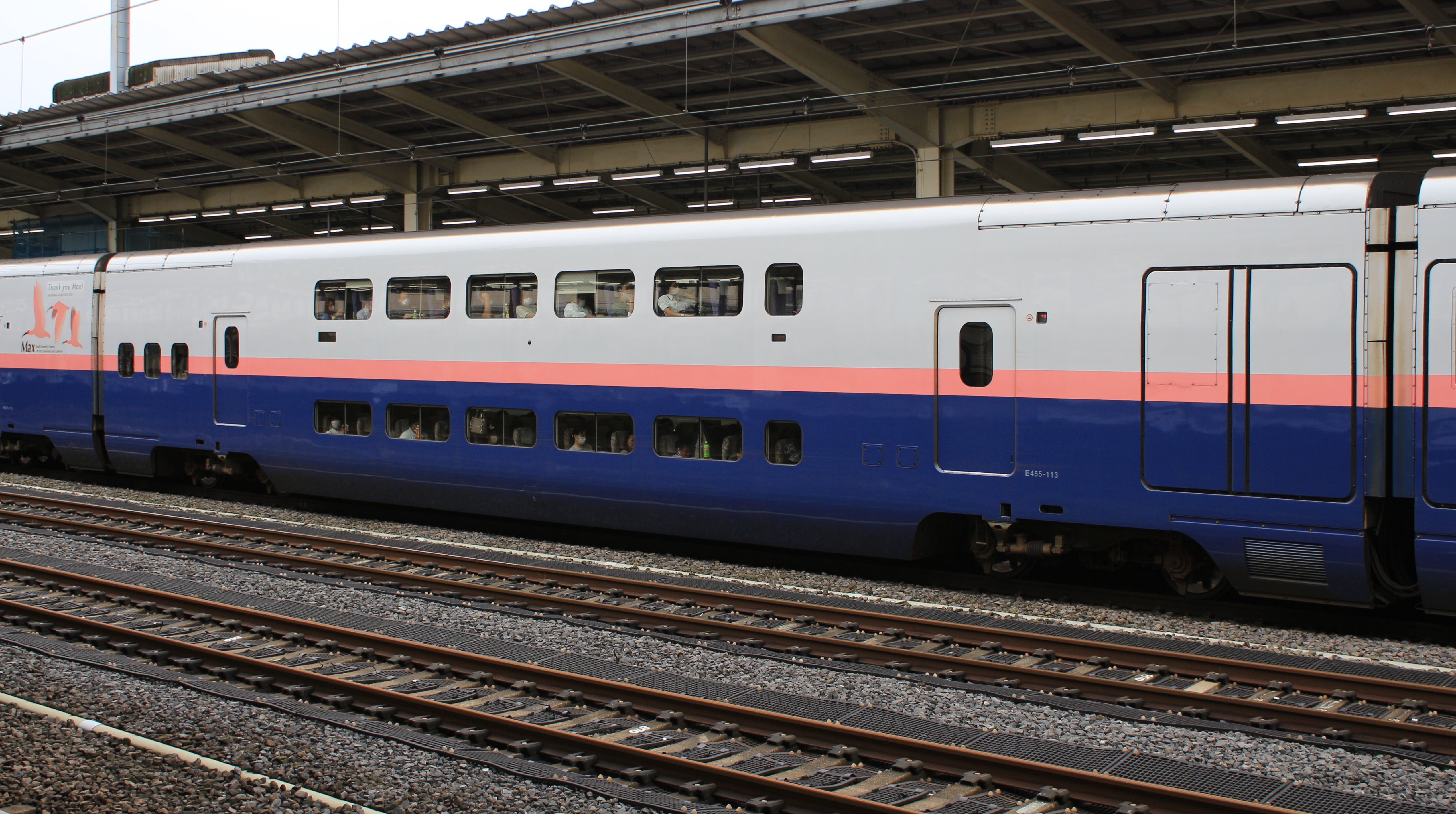
E455形100番台（E455-113）
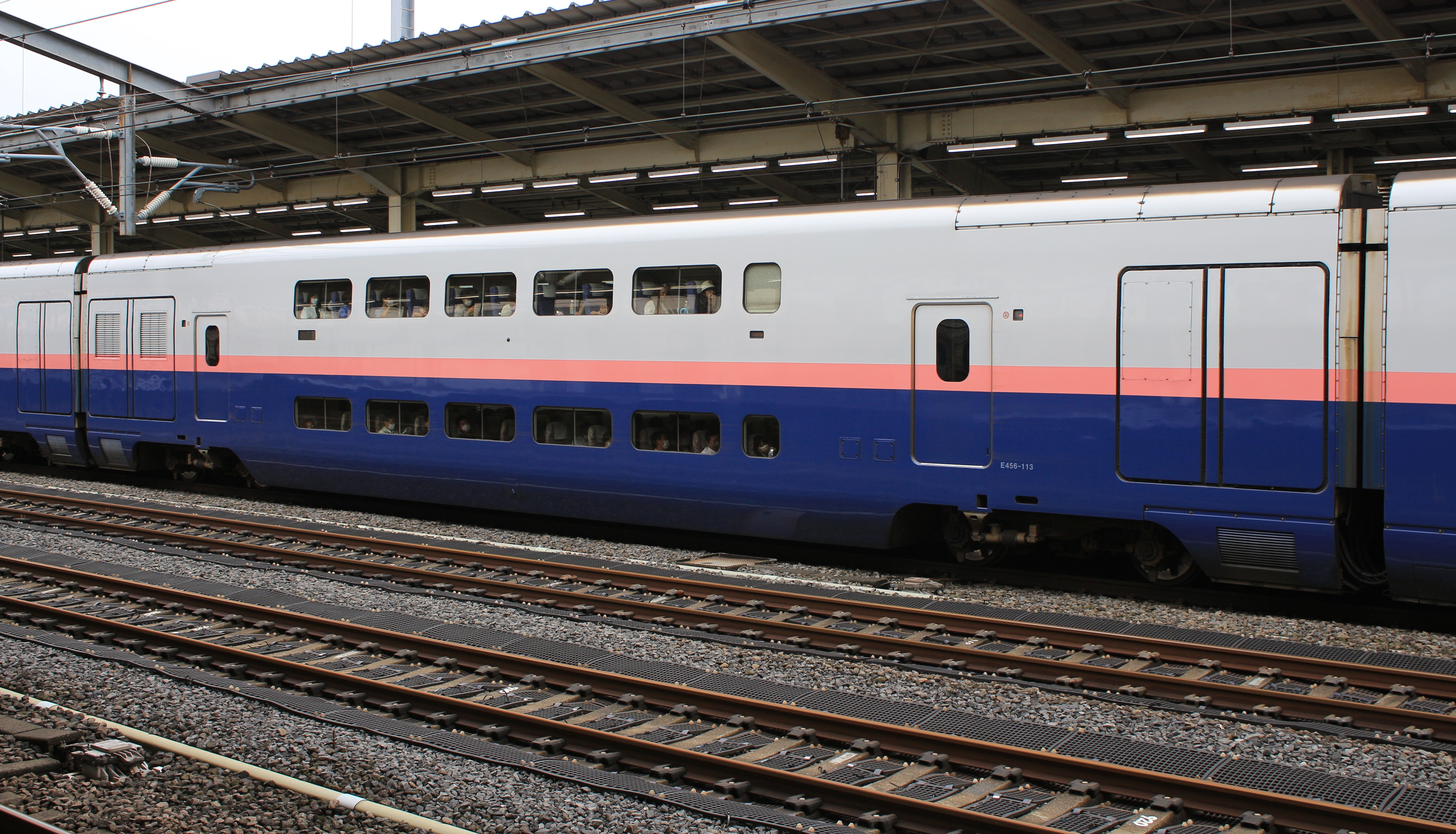
E456形（E456-113）
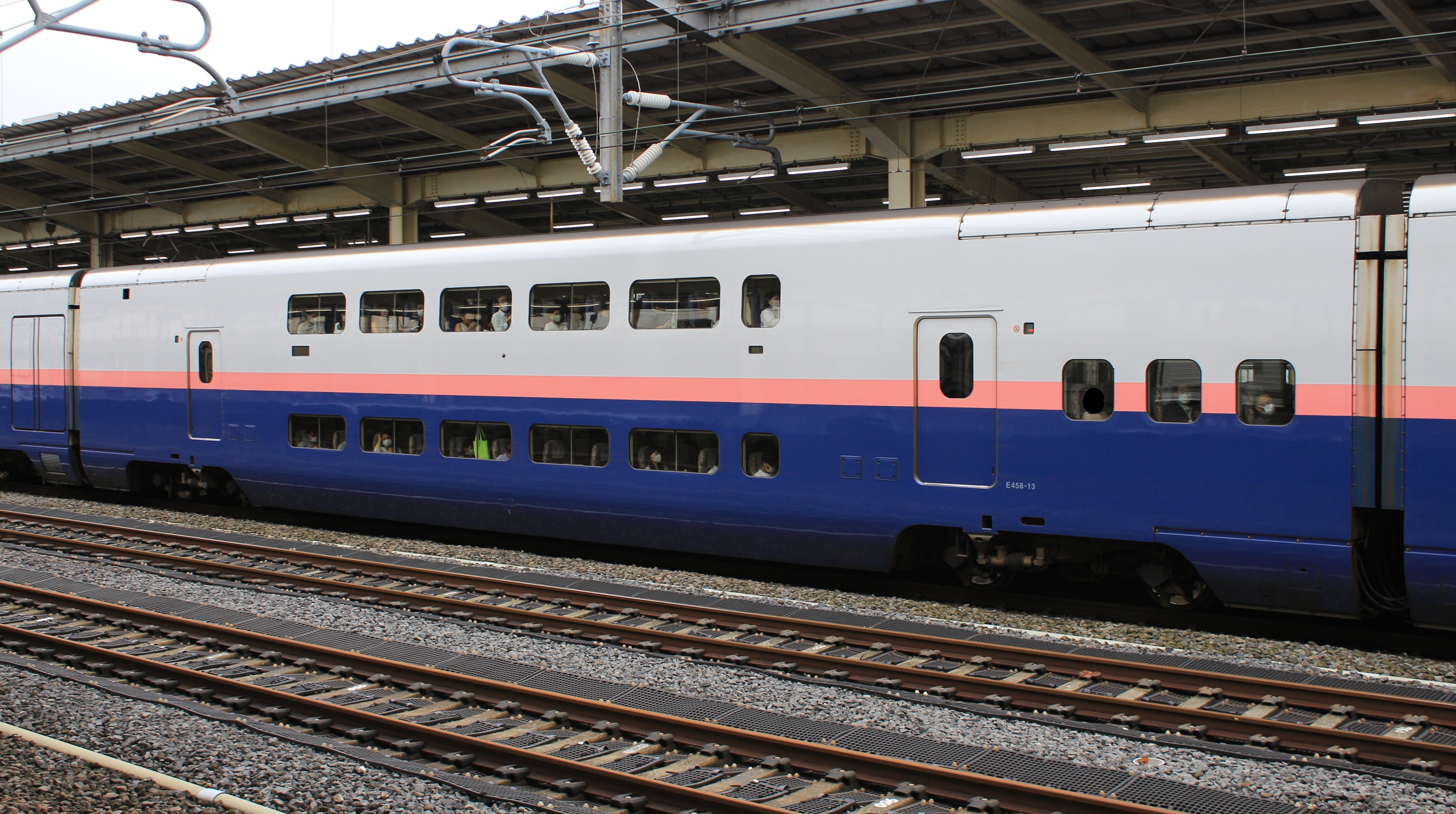
E458形（E458-13）
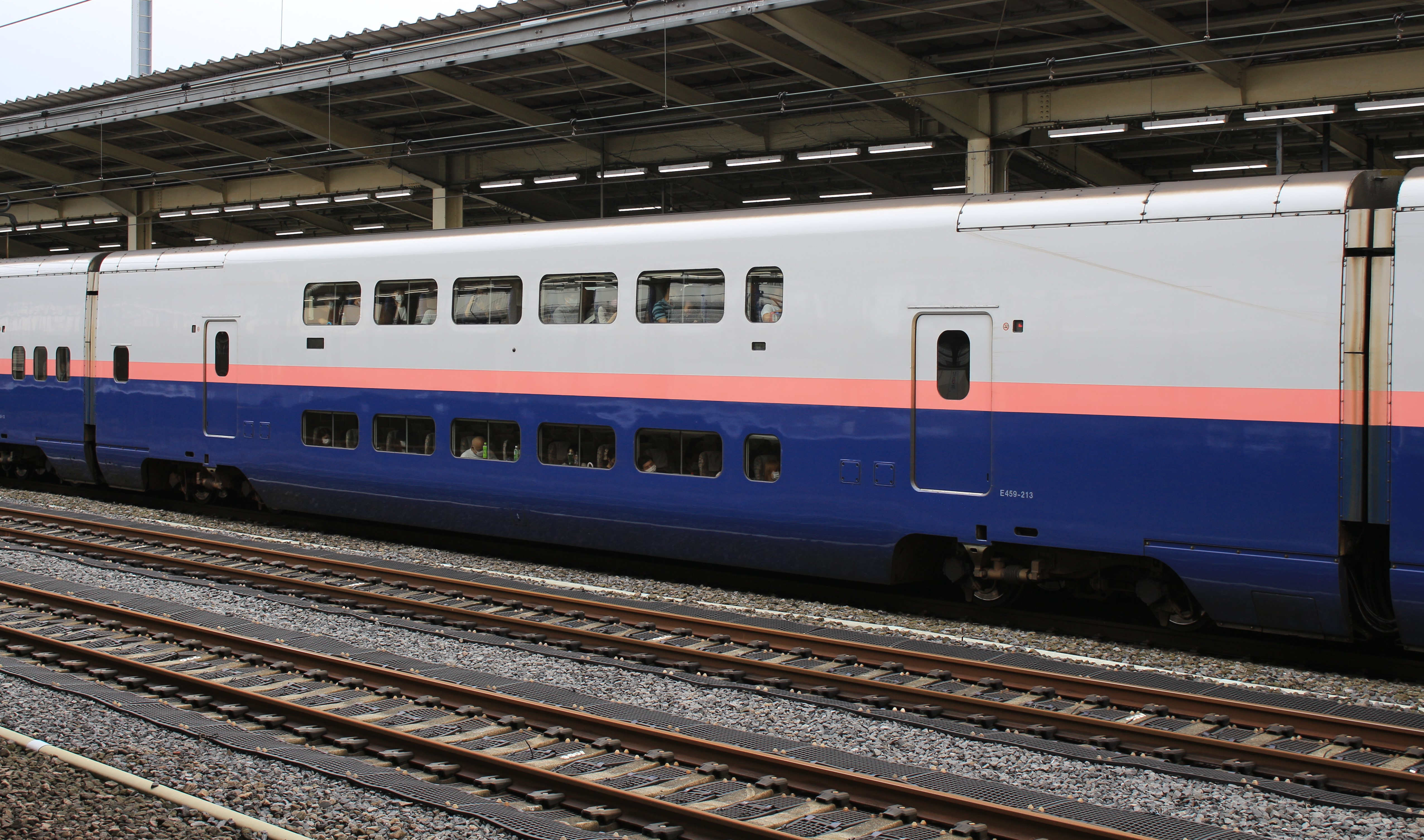
E459形（E459-213）

## ラッピング
2008年（平成20年）7月19日からは、「ピカ乗りサマー2008」キャンペーンPRラッピングの一環としてP11・P21編成にポケモンのラッピングが施された。
2009年（平成21年）7月18日から、2008年同様「ピカ乗りサマー2009」キャンペーンPRラッピングの一環としてP9・P17編成にポケモンのラッピングが施された。
2009年（平成21年）2009年9月10日から12月にかけて、「新潟デスティネーションキャンペーン」の開催に伴い、P11 - P14編成に「うまさぎっしり 新潟」のラッピングが施された。
2010年（平成22年）7月17日から、2009年同様「ピカ乗りサマー2010」キャンペーンPRラッピングの一環としてP19・P21編成にポケモンのラッピングが施された。
2012年（平成24年）11月上旬から当面の間、P81編成に朱鷺のラッピングが施された。これは、同年10月28日に営業運転を終了したE1系に代わり、本系列に施工された。E1系と同様、「Max」のロゴマークの右上に施工されている。
2012年（平成24年）11月15日には上越新幹線開業30周年を記念し、P7・P8・P17・P18編成にSuicaペンギンの「ご当地ラッピング」が施工された。
2020年（令和2年）9月2日から、P22編成に新潟観光PRのラッピングが施されている。また、全13編成の車内売店スペース（5号車または13号車）には装飾が施され、Wi-Fiサービスや、モバイル端末の充電サービス、車内限定のカプセルトイの販売も行なわれている。これらの装飾は2021年3月頃まで実施された。
2021年（令和3年）3月12日から、ラストランロゴのラッピングが残された全7編成に施工された。

## 塗装変更
2014年4月1日から同年6月30日まで開催される新潟デスティネーションキャンペーンに合わせて順次塗装が変更された。車体色はE1系のリニューアル塗装に準じたもので、帯色が「朱鷺色」■と称されるピンク色となり、ロゴマークには朱鷺3羽のイラストが加えられている。
2015年度末までに8両編成24本全ての塗装変更が完了する予定と発表され、2014年4月7日の「Maxとき 491号」（長岡始発新潟行き）より新塗装車の運用を開始した。P5編成が塗装変更の第一編成となり、過渡期には旧塗装車と新塗装車の併結も見られた。
2016年秋までに、変更開始以前に廃車されたものを除く全ての編成が新塗装となった。

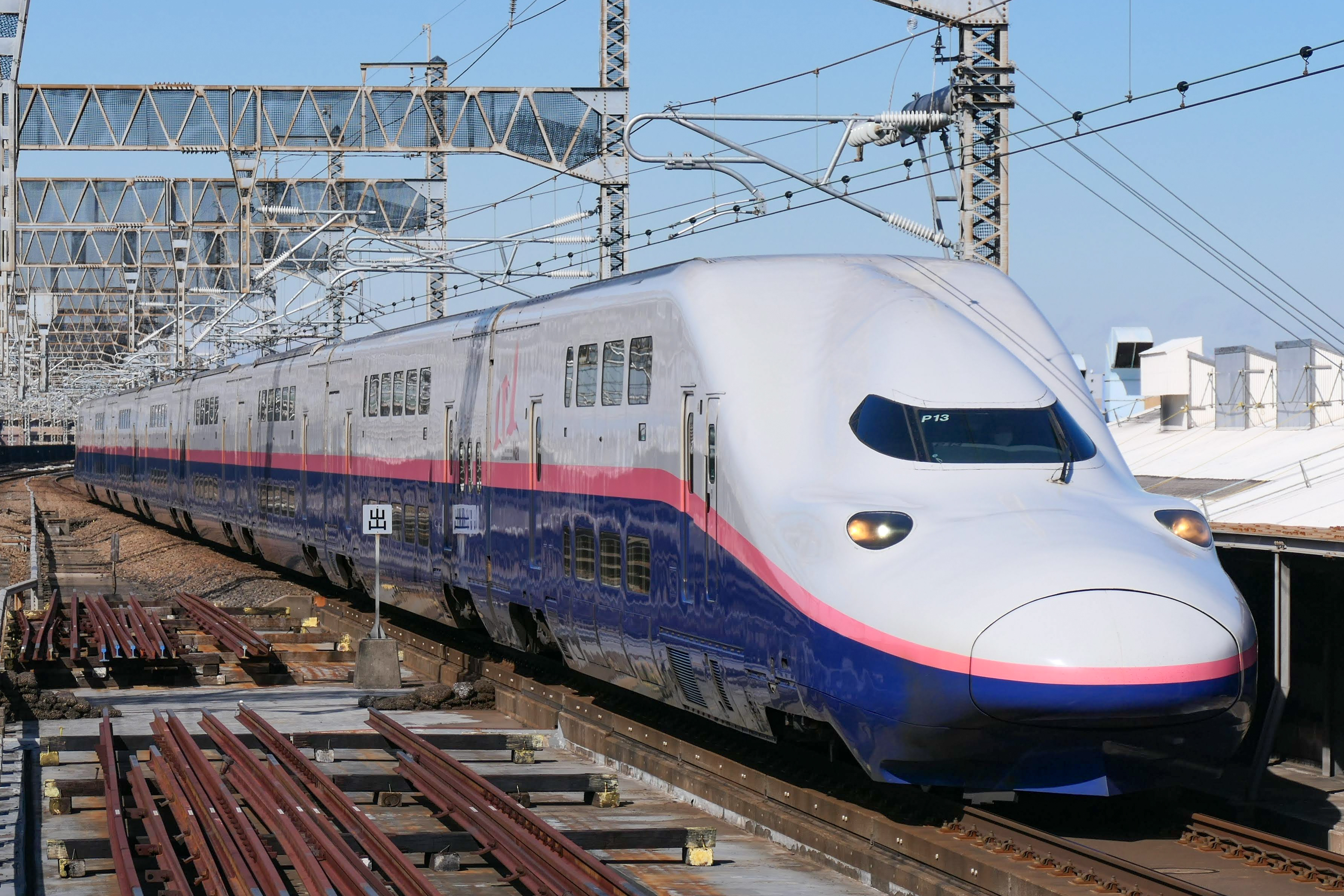
P13編成 新塗装 （2021年 大宮駅）
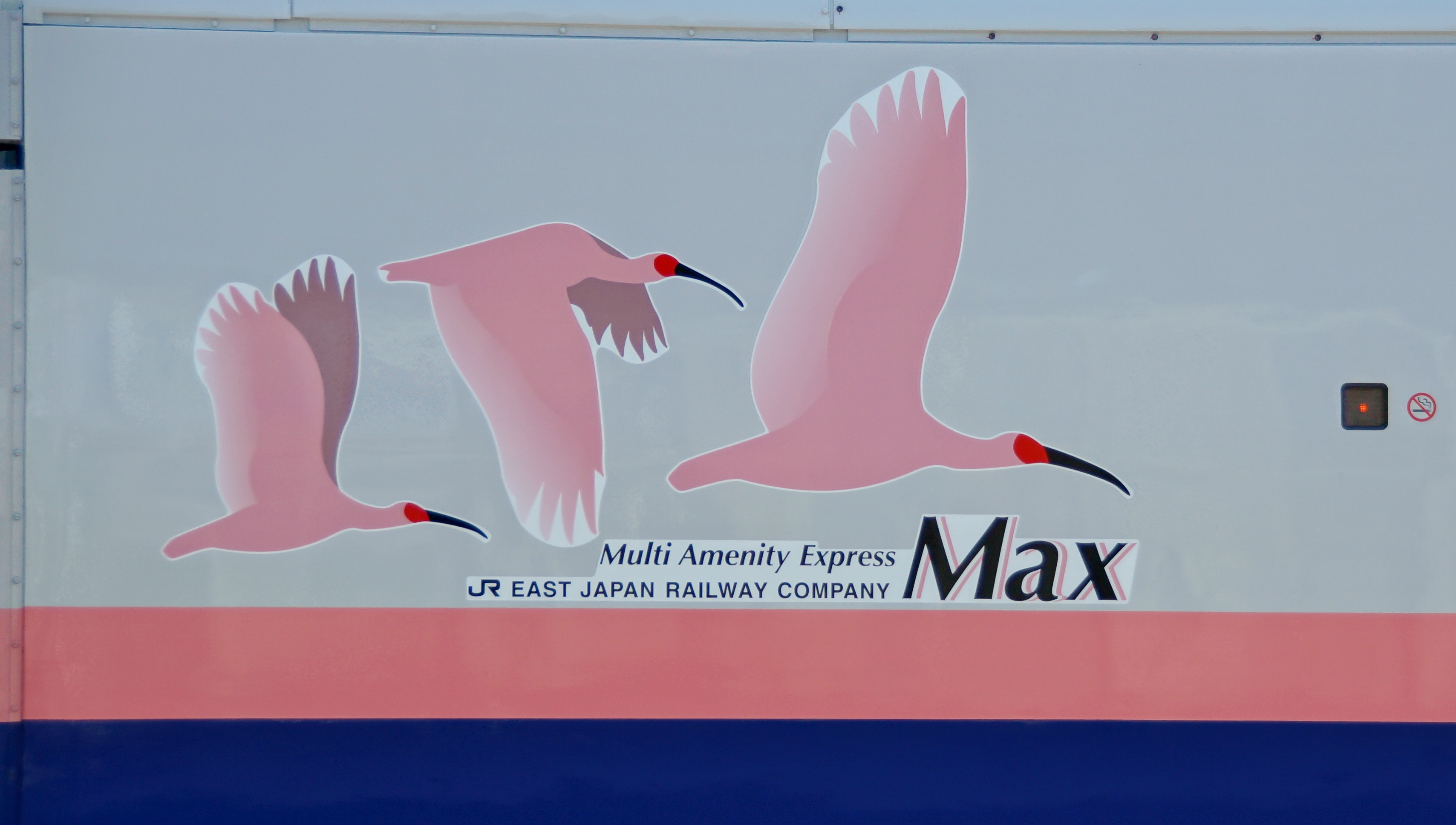
新塗装のロゴマーク（2014年 高崎駅）
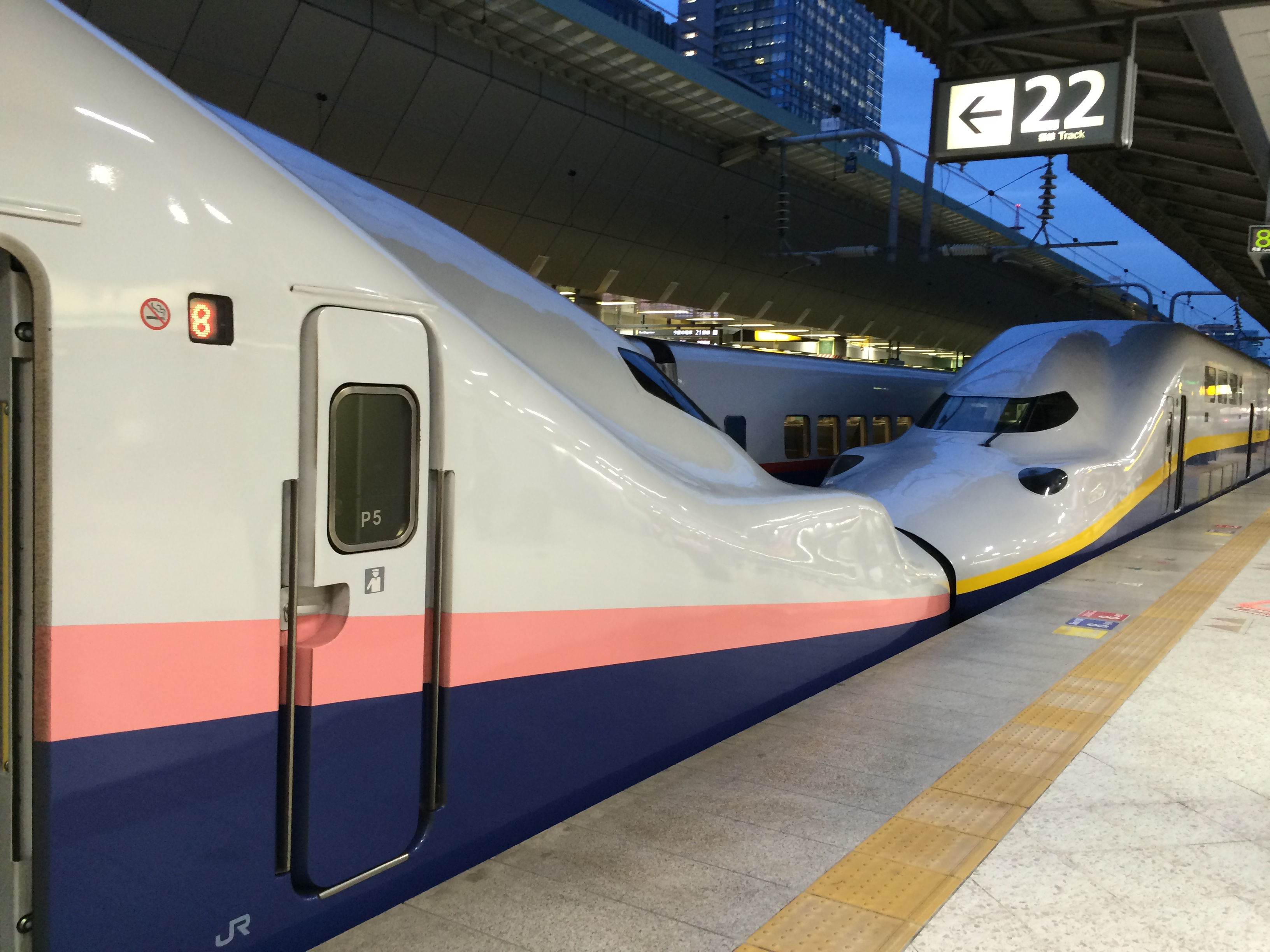
旧塗装と新塗装の併結（2014年 東京駅）

## 編成
東北新幹線・上越新幹線専用のP1 - P22編成と、北陸新幹線の一部区間への乗り入れが可能な3次車（P51・P52編成）、4次車（P81・P82編成）がある。26編成すべてがデジタルATCに対応している。1997年（平成9年）10月に製造したP1 - P3編成が1次車、1999年（平成11年）2月 - 7月に製造したP4 - P10編成が2次車、2000年（平成12年）7月 - 2001年（平成13年）11月に製造したP11 - P22・P51・P52編成が3次車、2003年（平成15年）製造したP81・82編成が4次車である。
4次車は2004年（平成16年）3月13日の本庄早稲田駅開業に伴う輸送力増強として製造されたものであり、この区分のみ新潟新幹線車両センターに配置された。
3次車のうち2編成（P51・P52編成）は北陸新幹線内の30‰の急勾配区間走行に対応し、こうした急勾配が存在する碓氷峠辺りを超えて軽井沢駅まで入線可能である。4次車（P81・P82編成）ではこれに加えて、軽井沢駅 - 佐久平駅間に在地する新軽井沢き電区分所を境に異なる電源周波数（東京方が50Hz、長野方が60Hz）に対応した、電源周波数切り替え装置を搭載し、長野駅まで入線可能となっている。ただし、関連機器はすべて50Hzでの使用を考慮しているため、長時間の運転や頻繁に入線することは不可能で、あくまで緊急時に長野駅に乗り入れるためとされている。

## 運用
新製時は全ての編成が仙台総合車両所（現：新幹線総合車両センター）に配置されていたが、2001年より新潟新幹線第一運転所（現:新潟新幹線車両センター）への転属が開始された。
この他営業運転の実績はないが、東北新幹線延伸開業区間の試運転として盛岡駅 - 新青森駅間に入線したことがある。

### 東北新幹線
1997年12月20日に東京 - 盛岡間で営業運転を開始し、1999年（平成11年）4月28日から山形新幹線「つばさ」との併結運転を開始した。2005年（平成17年）12月10日に東北新幹線仙台駅以北での定期運用終了後しばらく動きはなかったが、2011年春から投入が開始されたE5系の増備に伴い運用が減少し始めた。
まず、2012年3月17日実施のダイヤ改正で本系列充当列車20往復のうち、12往復がE2系に置き換えられ、山形新幹線「つばさ」を併結する「やまびこ」の運用を中心にE2系へ置き換えられた。同時に東北新幹線大宮駅以北にて、16両編成の定期運用が廃止された。
2012年7月7日、JR東日本は9月29日実施のダイヤ改正で東北新幹線内の本系列充当列車を全てE2系へ置き換え、東北新幹線大宮駅以北での定期運用終了を発表した。
上り定期運用最終列車は「Maxやまびこ150号」、下り定期運用最終列車は「Maxやまびこ155号」（いずれも東京 - 福島間は「つばさ」併結）であった。同時に他系列との併結運用も廃止された。
定期運用終了を記念し、2012年9月22日に仙台 - 東京間で団体専用列車「ありがとう!Maxやまびこ号」が運転された。
| 運転日  | 列車名                   | 運転区間（始発・終着時刻） | 途中停車駅                     | 使用 編成 | 備考         |
| ------- | ------------------------ | -------------------------- | ------------------------------ | --------- | ------------ |
| 9月22日 | ありがとう!Maxやまびこ号 | 仙台 7:20発 → 東京 9:20着  | 福島、郡山、新白河、大宮、上野 | P8        | 団体専用列車 |

その後、2017年（平成29年）6月24日に「東北新幹線開業35周年記念号」として仙台 ‐ 上野間で運転した。

### 上越新幹線・北陸新幹線
2001年（平成13年）5月7日に営業運転を開始（これに先駆け2000年9月28日に新潟駅で報道公開）。北陸新幹線区間では、同年7月22日から臨時列車「Maxあさま」として、軽井沢駅 - 東京駅での営業運転を開始。なお、北陸新幹線区間での運用は2003年（平成15年）9月15日が最後である。
2012年（平成24年）3月17日からは、上越新幹線越後湯沢駅以北で本系列による16両編成での営業運転を開始した。
2017年（平成29年）4月4日付のJR東日本定例社長会見で、2018年（平成30年）度より上越新幹線にE7系12両編成（11編成132両）を順次投入し、2020年（令和2年）度末までにE4系を全て置き換え、上越新幹線の車種をE7系とE2系にすると発表した。
ところが、2019年10月に発生した令和元年東日本台風（台風19号）の影響で千曲川が氾濫し、長野新幹線車両センターも浸水する被害を受け、北陸新幹線車両の半分にあたるE7系・W7系10本計120両が水没し、廃車となった。これに伴い、上越新幹線に投入済み、または投入予定のE7系を北陸新幹線に転用することになり、E4系は延命処置を施されて引き続き運用されることとなった。
2020年（令和2年）12月18日、JR東日本は2021年（令和3年）秋を目処にE4系の運転を終了することを発表し、2021年10月1日運転の「Maxとき」5往復・「Maxたにがわ」下り5本・上り7本（「Maxとき」との併結運転3本を含む）を最後に定期運行を終了した。
その後、同月9・10・16・17日に団体専用の「サンキューMAXとき・やまびこ」が運転され、これをもってすべての営業運転を終了した。
| 運転日   | 列車名                     | 運転区間（始発・終着時刻）  | 途中停車駅                               | 使用 編成 | 備考             |
| -------- | -------------------------- | --------------------------- | ---------------------------------------- | --------- | ---------------- |
| 10月9日  | サンキューMaxとき&やまびこ | 新潟 9:29発 → 盛岡 13:58着  | 燕三条、長岡、浦佐、越後湯沢、大宮、仙台 | P82       | 旅行商品専用列車 |
| 10月10日 | サンキューMaxとき&やまびこ | 盛岡 10:04発 → 新潟 14:18着 | 仙台、大宮、越後湯沢、浦佐、長岡、燕三条 | P82       | 旅行商品専用列車 |
| 10月16日 | サンキューMaxとき          | 新潟 9:29発 → 東京 11:32着  | 燕三条、長岡、浦佐、越後湯沢             | P82       | 旅行商品専用列車 |
| 10月16日 | サンキューMaxとき          | 東京11:44発 → 新潟 13:54着  | 越後湯沢、浦佐、長岡、燕三条             | P82       | 旅行商品専用列車 |
| 10月17日 | サンキューMaxとき          | 新潟 9:29発 → 東京 11:32着  | 燕三条、長岡、浦佐、越後湯沢             | P82       | 旅行商品専用列車 |
| 10月17日 | サンキューMaxとき          | 東京11:44発 → 新潟 13:54着  | 越後湯沢、浦佐、長岡、燕三条             | P82       | 旅行商品専用列車 |

## 保存車
2016年3月まで運用され、同年4月に廃車されたP1編成の先頭車（E444-1）が、2017年6月19日に新潟市新津鉄道資料館に有償で譲渡され、同年7月15日から展示されている。車内はイベント時にのみ開放されており、通常時に立ち入ることはできない。本形式で現存する車両はこのE444-1が唯一で、その他の車両は廃車後すべて解体された。
なお、国立駅近くの鉄道総合技術研究所の正門向かいの市複合施設「ひかりプラザ」の敷地内（屋外）にある新幹線資料館の展示車両である951型951-1に、グリーン車用座席1つとベンチシート2つが設置されている。

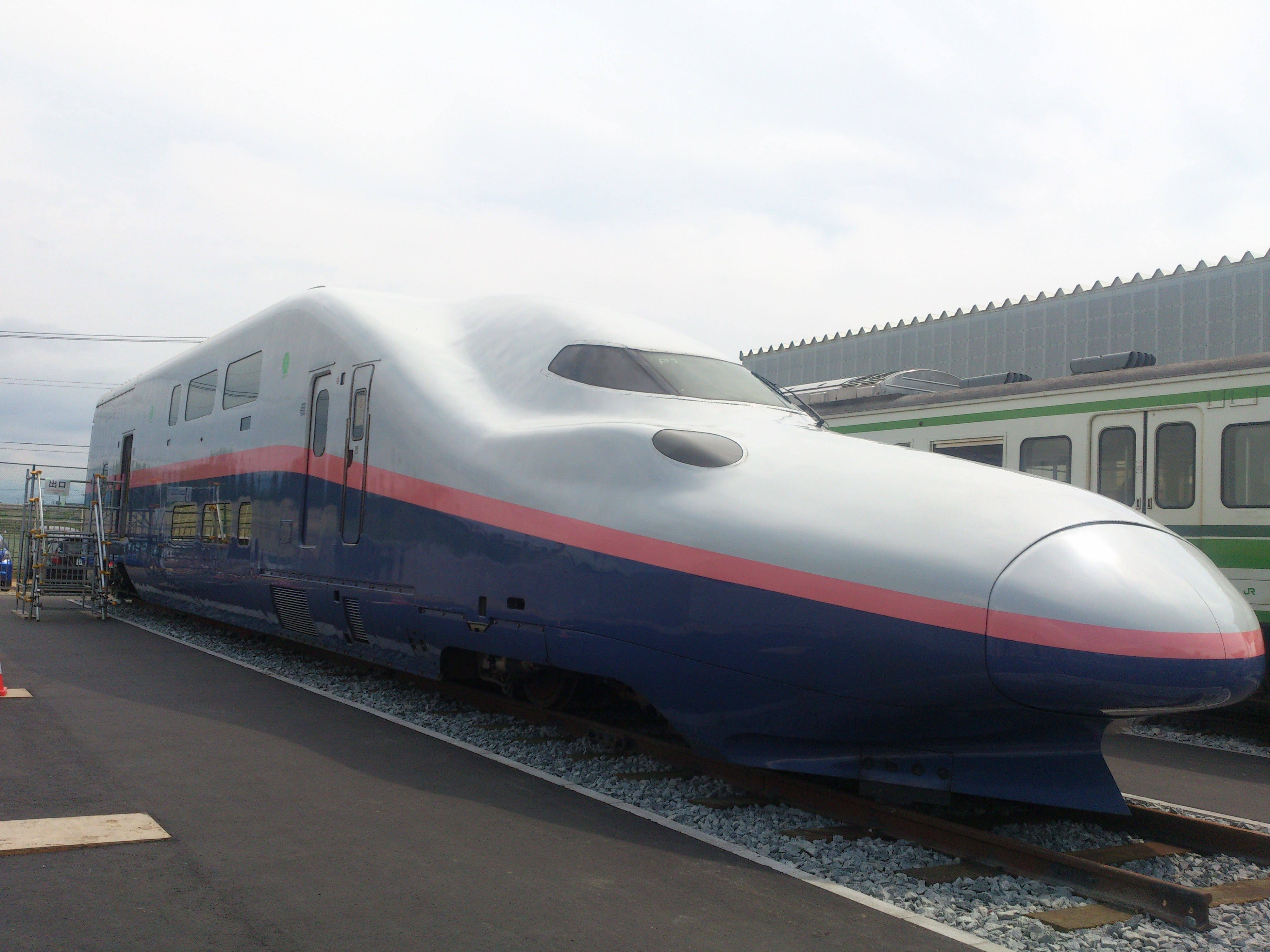
新津鉄道資料館にて展示されているP1編成の先頭車両（2017年7月15日）